# Oberschwäbischer Kunstpreis
Der Oberschwäbische Kunstpreis gehört mit einer Preissumme von 15.000 Euro zu den höchstdotierten Kunstpreisen in Deutschland.

## Geschichte
Der Oberschwäbische Kunstpreis wurde 1951 von den damaligen Landkreisen Biberach, Ravensburg, Saulgau und Wangen gestiftet und 1952 erstmals verliehen. Im Jahr 1976 hat das Energieversorgungsunternehmen Zweckverband Oberschwäbische Elektrizitätswerke (OEW), das sich in der Hand von neun baden-württembergischen Landkreisen befindet, die Stiftung im Rahmen seines Mäzenatentums im Bereich der Kulturförderung erneuert.
Von 2001 bis 2013 wurde der Preis in zweijährigem Turnus ausgelobt, 2013 wurde er nicht vergeben. Von 2015 bis 2020 wurde die Verleihung ausgesetzt. 

## Bedingungen für die Vergabe
Ausgezeichnet werden können bildende Künstler, die entweder im Verbandsgebiet der OEW (Alb-Donau-Kreis, Landkreis Biberach, Bodenseekreis, Landkreis Freudenstadt, Landkreis Ravensburg, Landkreis Reutlingen, Landkreis Rottweil, Landkreis Sigmaringen und Zollernalbkreis) einschließlich Stadtkreis Ulm geboren sind oder mindestens die letzten fünf Jahre ohne Unterbrechung dort ansässig waren.
Der Preis wird entweder als Anerkennung für das Gesamtwerk eines bereits arrivierten Künstlers oder als Förderpreis für unter 35-jährige Künstler vergeben. Über den Anerkennungspreis entscheidet der OEW-Verwaltungsrat, über den Förderpreis eine Jury. In der Auszeichnung ist eine Ausstellung mit (von der Jury ausgewählten) Werken des Preisträgers inbegriffen.

## Preisträgerinnen und Preisträger
Quelle:
- 1952: Karl Caspar, Maler, und Maria Caspar-Filser, Malerin
- 1953: Hugo Häring, Architekt
- 1954: Wilhelm Geyer, Maler
- 1956: Josef Henselmann, Bildhauer
- 1957: HAP Grieshaber, Holzschneider
- 1959: Erwin Henning, Maler
- 1960: Toni Schneider-Manzell, Bildhauer
- 1961: Hans Kayser, Musikwissenschaftler
- 1962: Theodor Werner, Maler
- 1977: Jakob Bräckle, André Ficus, Werner Höll, alle Maler
- 1981: Ludwig Arnold und andere Maler
- 1989: Romane Holderried Kaesdorf, Malerin, und Julius Kaesdorf, Maler
- 1990: Ernst Jünger, Schriftsteller
- 1993: Heinz Schanz, Maler
- 1995: Erich Hauser, Bildhauer
- 2001: Paco Knöller, Maler
- 2003: Abraham David Christian, Bildhauer
- 2005: Martin Walser, Schriftsteller
- 2007: Rudolf Wachter, Bildhauer
- 2009: Rupert Leser, Fotograf
- 2011: Rüdiger Safranski, Philosoph, und Hans Dieter Schaal, Architekt
- 2013: nicht vergeben
- 2015–2020: ausgesetzt
- 2021: Robert Schad, Bildhauer, und Arnold Stadler, Schriftsteller
- 2023: Isa Dahl, Malerin, Jürgen Knubben, Bildhauer, und Willi Siber, Bildhauer und Maler